# Аккусинский
Аккуси́нский — упразднённый населённый пункт, ныне часть села Затон в Караулинском сельсовете Камызякского района Астраханской области.

## Статус
В 1936 году Аккусинский имел статус самостоятельного посёлка в границах Затонского сельсовета. Сегодня он формально является частью села Затон, хотя сохраняет некоторые признаки самостоятельного населённого пункта. Аккусинский отделён от основной части Затона территорией посёлка Николаевский и двумя километрами незаселённой местности. На мосту через реку Бакланью на въезде в поселение установлен указатель с его названием, оформленный так же, как въездные знаки самостоятельных населённых пунктов. Согласно Росреестру, адреса на территории поселения могут содержать указание на населённый пункт в формате «село Затон (Аккусинский)». В адресах участков, расположенных за пределами земель населённых пунктов в окрестностях поселения, встречается также указание на посёлок Аккусинский без упоминания села Затон.

## География
Аккусинский расположен на берегу реки Бакланья у её слияния с рекой Затон в дельте Волги. Расстояние до областного центра Астрахани по прямой составляет около 49 километров, до районного центра Камызяка — 22, до центра сельсовета села Караульное — 5, по автодорогам — 60, 25 и 7 километров соответственно.

## Инфраструктура
По территории Аккусинского проходит один именованный проезд — Набережная улица, вдоль которой расположено около 25 частных жилых домов. К западу от заселённой территории расположена рыболовная база отдыха «Зюйд-Вест», к востоку — база «Дед Щукарь». 

## Транспорт
Через посёлок проходит трасса, соединяющая районный центр Камызяк c посёлком Кировский. На ней имеется автобусная остановка «Аккусинский», где несколько раз в день останавливаются маршрутные такси.